# Saint-Macaire-en-Mauges
Saint-Macaire-en-Mauges est une ancienne commune française située dans le département de Maine-et-Loire, en région Pays de la Loire, devenue le 15 décembre 2015 une commune déléguée au sein de la commune nouvelle de Sèvremoine.

## Géographie
Commune angevine des Mauges, Saint-Macaire-en-Mauges se situe au nord de Saint-André-de-la-Marche, sur les routes D 63 Saint-Léger-sous-Cholet, D 91 Andrezé / Saint-André-de-la-Marche, et D 147 Bégrolles-en-Mauges.
Son territoire s'étend sur plus de 27 km2 (2 733 hectares), et son altitude varie de 37 à 114 mètres, pour une altitude moyenne de 108 mètres.

## Histoire
Anciennement appelée Spetvan ou Spivan ou Espivan, ce qui signifierait « vaste solitude », en référence à un paysage très marécageux et inhospitalier, Saint-Macaire doit son nom actuel au moine Macaire, chargé au IIe siècle d'évangéliser la contrée.
Le 29 janvier 1794, un détachement d'une centaine de soldats républicains occupé à réunir des vivres destinés à la colonne incendiaire du général Crouzat est attaqué et défait par une troupe vendéenne sous le commandement de Stofflet.
En 2014, un projet de fusion de l'ensemble des communes de l'intercommunalité se dessine. Le 2 juillet 2015, les conseils municipaux de l'ensemble des communes du territoire communautaire votent la création d'une commune nouvelle baptisée Sèvremoine pour le 15 décembre 2015, dont la création a été officialisée par arrêté préfectoral du 5 octobre 2015.

## Politique et administration

### Administration municipale

#### Administration actuelle
Depuis le 15 décembre 2015, Saint-Macaire-en-Mauges constitue une commune déléguée au sein de la commune nouvelle de Sèvremoine et dispose d'un maire délégué.
| Période                                  | Période  | Identité        | Étiquette | Qualité |
| ---------------------------------------- | -------- | --------------- | --------- | ------- |
| 15 décembre 2015                         | mai 2020 | Isabel Volant   |           |         |
| 26 mai 2020                              |          | Chantal Gourdon |           |         |
| Les données manquantes sont à compléter. |          |                 |           |         |

### Ancienne situation administrative

#### Intercommunalité
La commune est membre en 2015 de la communauté de communes de Moine-et-Sèvre, elle-même membre du syndicat mixte Pays des Mauges. La création de la commune nouvelle de Sèvremoine entraîne sa suppression à la date du 15 décembre 2015, avec transfert de ses compétences à la commune nouvelle.

#### Autres circonscriptions
Jusqu'en 2014, Saint-Macaire-en-Mauges fait partie du canton de Montfaucon-Montigné et de l'arrondissement de Cholet. Dans le cadre de la réforme territoriale, un nouveau découpage territorial pour le département de Maine-et-Loire est défini par le décret du 26 février 2014. La commune est alors rattachée au canton de Saint-Macaire-en-Mauges, dont elle devient bureau distributeur, avec une entrée en vigueur au renouvellement des assemblées départementales de 2015.

## Population et société

### Évolution démographique
L'évolution du nombre d'habitants est connue à travers les recensements de la population effectués dans la commune depuis 1793. À partir du 1er janvier 2009, les populations légales des communes sont publiées annuellement dans le cadre d'un recensement qui repose désormais sur une collecte d'information annuelle, concernant successivement tous les territoires communaux au cours d'une période de cinq ans. 
Pour les communes de moins de 10 000 habitants, une enquête de recensement portant sur toute la population est réalisée tous les cinq ans, les populations légales des années intermédiaires étant quant à elles estimées par interpolation ou extrapolation. Pour la commune, le premier recensement exhaustif entrant dans le cadre du nouveau dispositif a été réalisé en 2007,.
En 2013, la commune comptait 7 203 habitants, en évolution de +8,71 % par rapport à 2008 (Maine-et-Loire : +3,3 %, France hors Mayotte : +2,49 %).
| 1793  | 1800  | 1806  | 1821  | 1831  | 1836  | 1841  | 1846  | 1851  |
| ----- | ----- | ----- | ----- | ----- | ----- | ----- | ----- | ----- |
| 1 680 | 1 351 | 1 232 | 1 454 | 1 531 | 2 066 | 2 067 | 2 127 | 2 204 |

| 1856  | 1861  | 1866  | 1872  | 1876  | 1881  | 1886  | 1891  | 1896  |
| ----- | ----- | ----- | ----- | ----- | ----- | ----- | ----- | ----- |
| 2 252 | 2 337 | 2 371 | 2 181 | 2 191 | 2 123 | 2 092 | 2 088 | 2 097 |

| 1901  | 1906  | 1911  | 1921  | 1926  | 1931  | 1936  | 1946  | 1954  |
| ----- | ----- | ----- | ----- | ----- | ----- | ----- | ----- | ----- |
| 2 184 | 2 339 | 2 473 | 2 305 | 2 365 | 2 512 | 2 645 | 2 881 | 3 118 |

| 1962  | 1968  | 1975  | 1982  | 1990  | 1999  | 2007  | 2012  | 2013  |
| ----- | ----- | ----- | ----- | ----- | ----- | ----- | ----- | ----- |
| 3 486 | 3 859 | 4 850 | 5 413 | 5 543 | 5 687 | 6 530 | 7 110 | 7 203 |

### Pyramide des âges
La population de la commune est relativement jeune. Le taux de personnes d'un âge supérieur à 60 ans (19,2 %) est en effet inférieur au taux national (21,8 %) et au taux départemental (21,4 %).
Contrairement aux répartitions nationale et départementale, la population masculine de la commune est supérieure à la population féminine (50 % contre 48,7 % au niveau national et 48,9 % au niveau départemental).
La répartition de la population de la commune par tranches d'âge est, en 2008, la suivante :
- 50 % d’hommes (0 à 14 ans = 23 %, 15 à 29 ans = 17,5 %, 30 à 44 ans = 24,2 %, 45 à 59 ans = 18 %, plus de 60 ans = 17,2 %) ;
- 50 % de femmes (0 à 14 ans = 21,9 %, 15 à 29 ans = 16,1 %, 30 à 44 ans = 22,2 %, 45 à 59 ans = 18,5 %, plus de 60 ans = 21,2 %).

| Hommes | Classe d’âge | Femmes |
| ------ | ------------ | ------ |
| 0,2    | 90 ans ou +  | 0,9    |
| 5,2    | 75 à 89 ans  | 8,0    |
| 11,8   | 60 à 74 ans  | 12,3   |
| 18,0   | 45 à 59 ans  | 18,5   |
| 24,2   | 30 à 44 ans  | 22,2   |
| 17,5   | 15 à 29 ans  | 16,1   |
| 23,0   | 0 à 14 ans   | 21,9   |

| Hommes | Classe d’âge | Femmes |
| ------ | ------------ | ------ |
| 0,4    | 90 ans ou +  | 1,1    |
| 6,3    | 75 à 89 ans  | 9,5    |
| 12,1   | 60 à 74 ans  | 13,1   |
| 20,0   | 45 à 59 ans  | 19,4   |
| 20,3   | 30 à 44 ans  | 19,3   |
| 20,2   | 15 à 29 ans  | 18,9   |
| 20,7   | 0 à 14 ans   | 18,7   |

### Enseignement
On trouve plusieurs établissements scolaires sur la commune : école maternelle publique Pablo Picasso, école maternelle privée Le Sénevé, école élémentaire publique Victor-Hugo, école élémentaire privée Joseph-Wresinski, collège privé Jean-Bosco.

### Sports
En sport, l'équipe 1re du club de football de La Fraternelle monte en promotion d'honneur (niveau régional) lors de la saison 2006-2007.

## Économie
Sur 463 établissements présents sur la commune à fin 2010, 13 % relevaient du secteur de l'agriculture (pour une moyenne de 17 % sur le département), 9 % du secteur de l'industrie, 9 % du secteur de la construction, 58 % de celui du commerce et des services et 12 % du secteur de l'administration et de la santé.

## Culture locale et patrimoine

### Lieux et monuments
- Chapelle de la Bernardière, des XVe et XVIIIe siècles[20] ;
- Chapelle Sainte-Marguerite ;
- La Grande Pierre Levée, menhir du Néolithique, au lieu-dit la Bretellière[21] ;
- Église Saint-Macaire.

### Équipement culturel
On y trouve une médiathèque, la médiathèque intercommunale Saint-Exupéry, membre du réseau des bibliothèques de la commune nouvelle de Sèvremoine.

### Personnalités liées à la commune
- Ambroise Gentil (1842-1927), professeur de sciences au lycée du Mans (1866-1906); président (1881-1927) de la Société d'agriculture, sciences et arts de la Sarthe ; auteur d'herbiers et d'ouvrages de référence sur la botanique et la zoologie sarthoise.
- Norma Tessum Onda,  modèle du peintre français Charles Muller et la fille présumée du poète Alfred de Musset et de la romancière George Sand. Cette déclaration repose sur une supercherie.
- Pierre-Marie Brin (1882-1969), né sur la commune, procureur général près la Cour des comptes en 1944, puis premier président de la Cour des comptes de 1948 à 1952, Grand-officier de la Légion d'honneur le 27 août 1948[23].
- Constant Tison (1910-1984), joueur professionnel de football ayant entraîné le FC Saint-Macaire-en-Mauges de 1945 à 1948.
- François Bréda (1956-2018), écrivain roumain francophone, essayiste et poète d'expression hongroise, maître de conférences à l'Université Babeş-Bolyai de Cluj-Napoca. En 1986, il fut professeur de langue et littérature française au collège privé de la commune.